# جلال‌الدین میرزا محتشم‌الدوله
جلال‌الدین میرزا محتشم‌الدوله شاهزاده قاجار و پسر امامقلی میرزا عمادالدوله بود.
محتشم‌الدوله مدتی حاکم نهاوند بود و پس از آن در سال ۱۹۰۳ در کرمانشاه ریاست صنف تجار را برعهده داشت. او در دوران مشروطه به حکومت کرمانشاه رسید.
او را نباید با پسرعمویش جلال‌الدین میرزا پسر تهماسب میرزا مؤیدالدوله اشتباه گرفت.

## مدرسۀ محتشمیه
جلال‌الدین میرزا محتشم‌الدوله در تأسیس اولین مدرسۀ مدرن کرمانشاه به نام «مدرسه محتشمیه» نقش داشت. او از حسینعلی خان هندسی گوران که در منزل شخصی خود اقدام به دایر کردن مجلس درس کرده‌بود حمایت کرد. این مجلس درس در ابتدا مدرسۀ مبارکۀ ملت نام داشت،‌ اما در اواخر مهر ۱۲۷۸ خورشیدی (۱۸۹۹ میلادی) به دلیل مساعدت‌های جلال‌الدین میرزا محتشم‌الدوله، به مدرسۀ محتشمیه تغییر نام داد.